# New Wave Hookers
New Wave Hookers és una pel·lícula pornogràfica de 1984 que va establir el gènere altporn. Va comptar amb un repartiment d'intèrprets establerts de l'època i va ser seguit per una sèrie de seqüeles i un remake. La pel·lícula la protagonitzaven Ginger Lynn, Desiree Lane, Kristara Barrington, Kimberly Carson, Brooke Fields, Gina Carrera, Jamie Gillis, Jack Baker, Tom Byron, Steve Powers, Peter North, Rick Cassidy, Greg Rome i Steve Drake. Traci Lords va aparèixer a la versió original vestida amb roba interior totalment vermella i va retratar "el diable".
La pel·lícula va ser produïda pels germans Dark, que presentaven el lema "Proveïdors de Fine Filth". Walter Dark va ser el productor executiu, i Gregory Dark va produir, dirigir i coescriure amb Platinum Fire.

## Trama
La història comença amb Jack Baker i Jamie Gillis explicant acudits mentre miren porno i parlen de dones. Fantasegen com seria millor les seves vides si fossin proxenetes amb dones treballant per a ells. Parlen sobre l'obertura d'una servei d'acompanyants amb "gosses de la nova onada" que es convertirien en excitada després d'escoltar música new wave. S'adormen davant l'estàtica de la televisió, i bona part de la resta de la pel·lícula mostra els dos homes somiant amb diferents trobades sexuals amb dones que es tornen sexualment receptives després d'escoltar new wave.

## Estrena
Tal com es mostra al documental Fallen Angels, New Wave Hookers es va estrenar al Pussycat Theatre de Los Angeles el 1985. Els membres del repartiment van arribar amb limusines blanques. Entre els assistents hi havia Gregory Dark, Walter Dark, Kristara Barrington i Traci Lords.

## Controvèrsia
La versió original va ser retirada de la distribució als Estats Units el 1986 quan es va saber que Traci Lords tenia menys de 18 anys quan es va fer la pel·lícula. Posteriorment, la pel·lícula va ser reeditada i reeditat amb l'escena de Lords-Cassidy eliminada i la foto de portada de la caixa de Lords substituïda per la imatge de la coprotagonista Ginger Lynn. Aquesta versió alterada és la que està (legalment) disponible avui als Estats Units.

## Premis
La pel·lícula va guanyar els AFAA Erotica Awards el 1986 a la millor escena eròtica, a la millor banda sonora musical i al millor tràiler. La banda sonora inclou la cançó "Electrify Me" de The Plugz, que va guanyar la millor cançó. També va ser nominada a millor art i decoració, millor fotografia, millor disseny de vestuari i millor campanya publicitària. També el 1986, New Wave Hookers va guanyar l' Adam Film World Guide Award a la millor pel·lícula i el Premi AVN al millor embalatge - pel·lícula. New Wave Hookers es va incloure entre els membres del Saló de la Fama de XRCO. El 2001 Adult Video News la va situar en el lloc 17 a la seva llista dels 101 millors vídeos per a adults de tots els temps.

## Sequel·les
- New Wave Hookers 2 va guanyar el premi AVN de 1992 a la "Lançament més venut de l'any."[5]
- New Wave Hookers 3 va guanyar el Premis XRCO de 1993 a la "Millor escena de parella" (Crystal Wilder ambh Rocco Siffredi)[6] i el Premi AVN de 1994 per a "La millor versió de lloguer de l'any."[7]
- New Wave Hookers 5 a guanyar tres premis AVN el 1998 per a "Millor direcció artística, vídeo", "Millors efectes especials" i "Millor versió de lloguer de l'any".[5]
- New Wave Hookers 6 (2000)
- New Wave Hookers 7 va guanyar el premi AVN 2004 a la "Millor edició, vídeo".[5]
- El remake Neu Wave Hookers va guanyar el premi AVN 2007 a la "Millor versió per a tot el sexe".[5]

## Desglossament de l'escena
| Escena 1 | Desiree Lane, Jamie Gillis, Steve Powers                                                          |
| Escena 2 | Brooke Fields, Kimberly Carson, Peter North                                                       |
| Escena 3 | Ginger Lynn, Steve Powers, Tom Byron                                                              |
| Escena 4 | Kristara Barrington, Jack Baker, Steve Powers                                                     |
| Escena 5 | Traci Lords, Rick Cassidy                                                                         |
| Escena 6 | Kristara Barrington, Jamie Gillis, Steve Powers                                                   |
| Escena 7 | Desiree Lane, Gina Carrera, Kristara Barrington, Greg Rome, Jack Baker, Jamie Gillis, Steve Drake |